# اولیویه سورین
اولیویه سورین (انگلیسی: Olivier Sorin؛ زادهٔ ۱۶ آوریل ۱۹۸۱) بازیکن فوتبال اهل فرانسه است.
از باشگاه‌هایی که در آن بازی کرده‌است می‌توان به باشگاه فوتبال اوسر، باشگاه فوتبال رن، و باشگاه فوتبال نانسی اشاره کرد.